# China Cup

China Cup ou Copa da China é um torneio de futebol organizado na China pela Wanda Sports Holdings desde 2017, Tendo sempre como anfitrião a Seleção Chinesa de Futebol, o torneio  é uma competição de seleções.
o torneio e organizado com o aval da FIFA, porém não foi incluindo em seu calendário oficial anual.

## Edições
| Ano  | Campeão | Placar | Vice-campeão  | 3° lugar    | 4° lugar |
| ---- | ------- | ------ | ------------- | ----------- | -------- |
| 2017 | Chile   | 1–0    | Islândia      | China       | Croácia  |
| 2018 | Uruguai | 1–0    | País de Gales | Tchéquia    | China    |
| 2019 | Uruguai | 4–0    | Tailândia     | Uzbequistão | China    |

## Títulos por equipe
| Equipe        | Títulos        | Vices    |
| ------------- | -------------- | -------- |
| Uruguai       | 2 (2018, 2019) | 0        |
| Chile         | 1 (2017)       | 0        |
| Islândia      | 0              | 1 (2017) |
| País de Gales | 0              | 1 (2018) |
| Tailândia     | 0              | 1 (2019) |